# 말레이시아양털관박쥐
말레이시아양털관박쥐(Rhinolophus luctoides)는 관박쥐과에 속하는 박쥐의 일종이다. 말레이시아에서 발견된다.

## 특징
중간 크기의 박쥐로 전완장은 58~64mm이다. 털이 길고 부드럽다. 몸의 털은 짙은 갈색부터 회색빛 갈색까지 다양한 색을 띠며 털 끝은 은빛이다. 잎코(비엽)는 2개의 양 날개를 가진 안장 모양이다. 꼬리는 길고 넓은 꼬리비막을 갖고 있다. 첫번째 윗어금니는 치조선을 따라 위치한다. 핵형은 2n=32이다.

## 반향정위
42 kHz의 일정한 주파수에서 파동과 함께 고주파 초음파를 방출한다.